# Territ variant

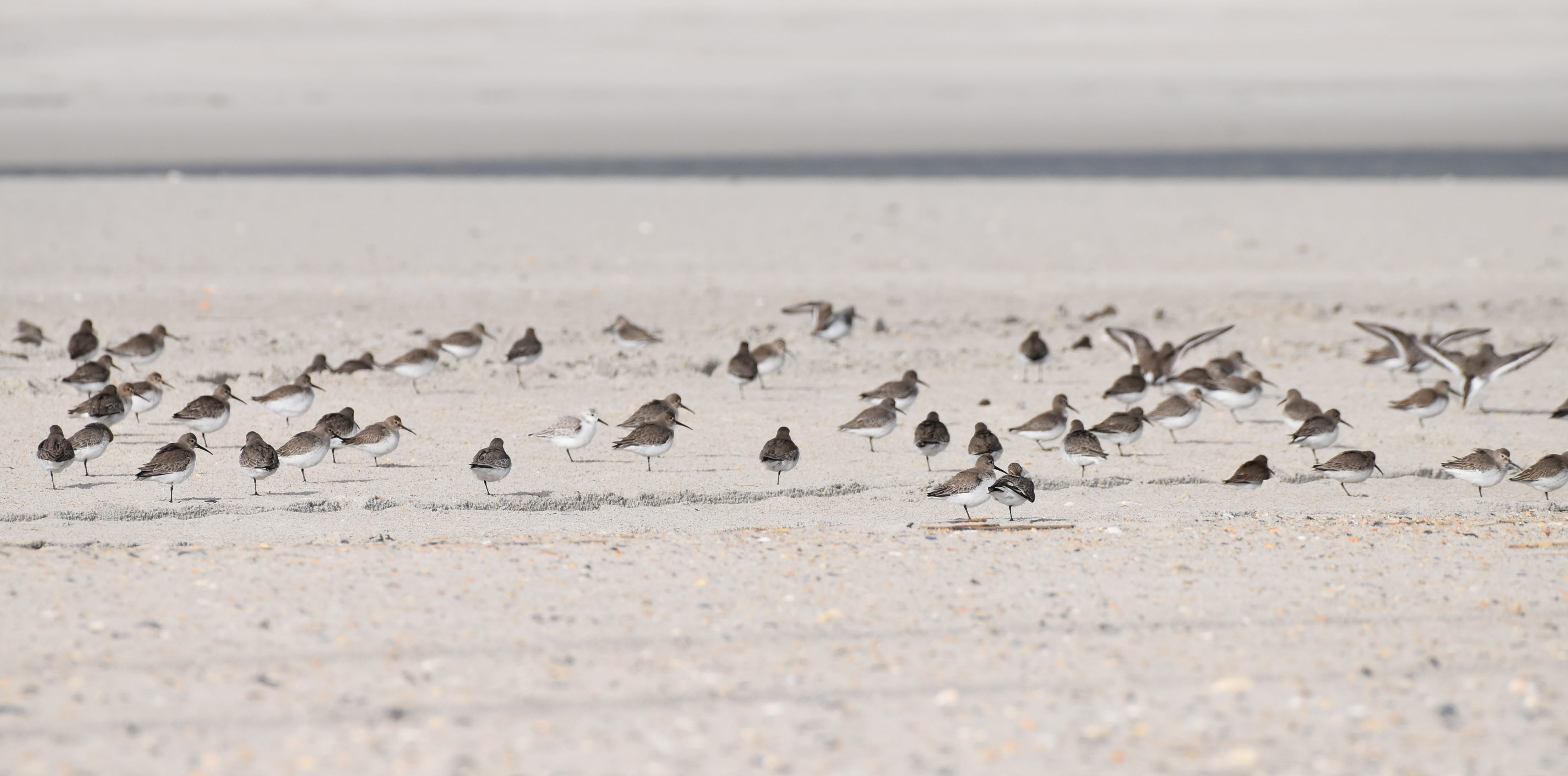
Estol de territs variants fotografiats a Alemanya.

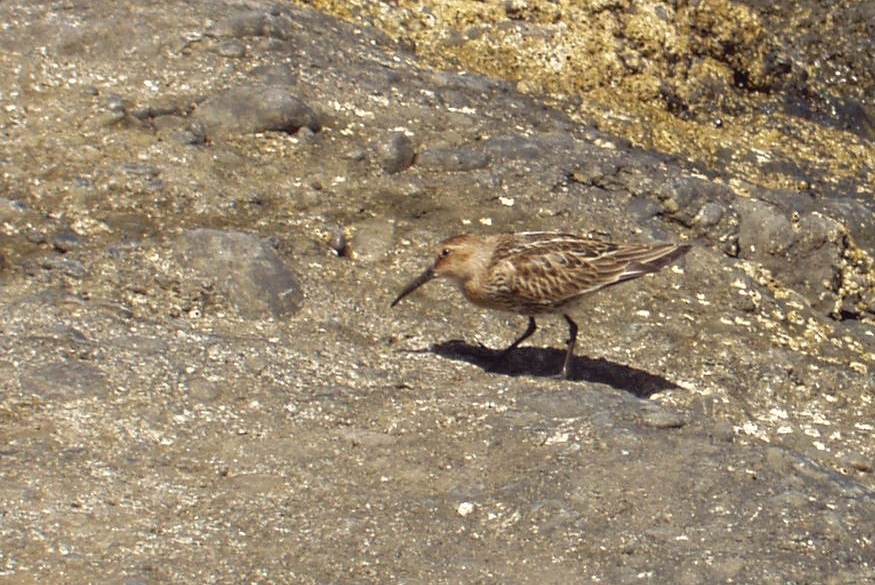
Territ variant fotografiat a l'illa de La Gomera, Canàries, al mes de setembre.

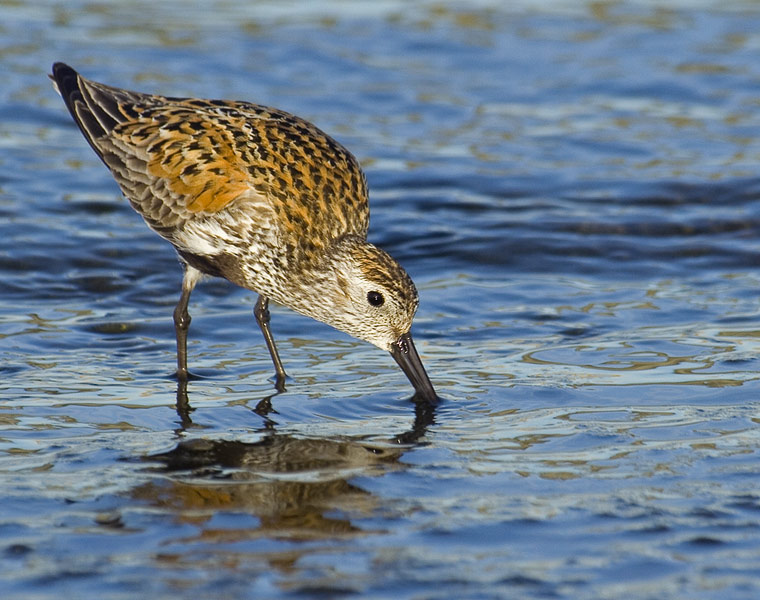
Territ variant alimentant-se.

El territ variant o passa-rius a les Balears (Calidris alpina) és una espècie d'ocell de l'ordre dels caradriformes, l'espècie més comuna del gènere a Europa i un dels limícoles més abundants.

## Morfologia
- A l'estiu presenta les parts inferiors clapejades i amb una taca inferior negra característica. El dors és de color castany. A l'hivern desapareixen aquests colors, i l'ocell adquireix un plomatge gris vionat en el dors, coll i pit, i presenta el ventre blanc. En vol presenta una estreta franja alar blanca.
- El bec és relativament llarg i robust, i lleument corbat cap a baix.
- Fa 18 cm.

## Subespècies
- Calidris alpina alpina
- Calidris alpina arctica
- Calidris alpina pacifica
- Calidris alpina schinzii

## Hàbitat
Als Països Catalans arriba al mes d'agost i ocupa els ambients costaners i marins, platges, salines i salobrars. Molt de tant en tant, es veu a les planes interiors.

## Distribució geogràfica
A l'estiu viu a la meitat nord d'Europa i hiverna a la meitat meridional, especialment a les costes mediterrànies i a l'Àfrica del Nord. Al Delta de l'Ebre és molt abundant durant l'hivern, i és més rar i, fins i tot, escàs a la resta de les zones humides dels Països Catalans, entre les quals sobresurt l'albufera de El Fondo al País Valencià.

## Alimentació
Menja insectes, mol·luscs, crustacis, cucs marins i, a voltes, herba o llavors.